# Kabir Bedi
Kabir Bedi, pendż. ਕਬੀਰ ਬੇਦੀ, hindi कबीर बेदि, urdu کبِر بیدِ (ur. 16 stycznia 1946 w Bombaju) – hinduski aktor półkrwi Anglik po matce. Odtwórca roli pirata Sandokana we włoskim miniserialu Sandokan. Tygrys Malezji (1976) i nikczemnego Gobindy w trzynastym filmie o przygodach agenta 007 Ośmiorniczka (Octopussy, 1983). 

## Życiorys
Młodszy syn i drugie z trojga dzieci indyjskiego badacza Baby Bedi i pochodzącej z Anglii Fredy, ma starszego brata Ranga (ur. 1934) i młodszą siostrę Gulhimę Mairę (ur. 1949). W 1967 roku ukończył St. Stephens College w Delhi. Studiował historię na Uniwersytecie Nowej Delhi oraz pracował jako spiker radiowy i prezenter telewizyjny, a także jako model, zanim trafił do Hollywood.
Międzynarodową sławę przyniosła mu rola malezyjskiego pirata wywodzącego się z arystokratycznego rodu Sandokana we włoskim serialu Sandokan. Tygrys Malezji (Sandokan, 1976), za którą w telewizyjnym filmie Powrót Sandokana (La Tigre è ancora viva: Sandokan alla riscossa!, 1977) odebrał w Paryżu nagrodę 7 d’Or. Zagrał postać śmiertelnie niebezpiecznego i okrutnego Gobinda, ochroniarza przebiegłego Kamala Khana, przeciwnika Jamesa Bonda w Ośmiorniczce (Octopussy, 1983) w reż. Johna Glena.
Ma na swoim koncie gościnny udział w operze mydlanej ABC Dynastia (Dynasty, 1982, 1986), sitcomie sci-fi NBC Pan Smith (Mr. Smith, 1983) oraz operze mydlanej CBS Moda na sukces (The Bold and the Beautiful, 1994–1995, 2005) jako książę Maroko Omar Rashid.
Był trzykrotnie żonaty; z tancerką Protimą Gauri (1968-1973), z którą ma córkę Pooję (ur. 11 maja 1971) i syna Siddartha (ur. 10 stycznia 1972; cierpiał na schizofrenię, w efekcie w 1997 popełnił samobójstwo), projektantką mody Susan Humphreys (1979-19??), z którą ma syna Adama oraz Nikki Vijaykar (1993−2004). Spotykał się z aktorką Parveen Babi i byłą Miss Indii Sonu Walią.

## Filmografia

### Filmy
- 1977: Powrót Sandokana (La Tigre è ancora viva: Sandokan alla riscossa!, TV) jako Sandokan
- 1976: Czarny korsarz (Il corsaro nero) jako Czarny Korsarz
- 1978: Złodziej z Bagdadu (The Thief of Baghdad) jako książę Taj
- 1979: Ashanti jako Malik
- 1980: 40 Days of Musa Dagh jako Gabriel Bagradian
- 1982: Eleonora - Pierwsza dama świata (Eleanor, First Lady of the World, TV)
- 1983: Ośmiorniczka (Octopussy) jako Gobinda
- 1986: Terminal Entry jako dowódca
- 1988: Bestia (The Beast of War) jako Akbar
- 1992: Prawo pustyni (Beyond Justice) jako Moulet
- 1992: Lambu Dada jako Lambu Dada
- 1992: Dil Aashna Hai jako Rai Bahadur Digvijay Singh
- 1995: OP Center (TV) jako Abdul
- 1999: Kohram jako brygadier Bedi
- 2001: Podróż na zachód (The Lost Empire, TV) jako Friar Sand
- 2002: Anita i ja (Anita and Me) jako Yeti
- 2003: Bohater (The Hero: Love Story of a Spy) jako pan Zakaria
- 2004:  A/R Andata+ritorno jako Tolstoj
- 2004: Asambhav jako
- 2004: Rudraksh jako Ved Pujan
- 2004: Jestem przy tobie (Main Hoon Na) jako generał Amarjeet Bakshi
- 2005: Bewafaa jako ojciec Anjali
- 2009: Blue jako kapitan Jagat Malhotra
- 2010: Latawce (Kites) jako Bob Grover
- 2012: Wabik (Chakravyuh) jako Mahanta

### Seriale
- 1976: Sandokan jako Sandokan
- 1982: Dynastia (Dynasty) jako Farouk Ahmed
- 1983: Szpital miejski (General Hospital) jako lord Rama
- 1984: Riptide jako Ahmed Kamal
- 1985: Nieustraszony (Knight Rider) jako Vascone
- 1986: Tylko jedno życie (One Life to Live) jako Carlos Demitri
- 1986: Detektyw Hunter (Hunter) jako Leo Zukoff
- 1986: Dynastia (Dynasty) jako Farouk Ahmed
- 1988: Napisała: Morderstwo (Murder, She Wrote) jako Vikram Singh
- 1988: Magnum (Magnum, P.I.) jako Malcolm
- 1989: Prawo pustyni (Il Principe del deserto) jako Moulet Beni-Zair
- 1991: Tajemnice Mrocznej Dżungli jako Kammamuri
- 1994: Moda na sukces (The Bold and the Beautiful) jako Omar Rashid
- 1995: Nieśmiertelny (Highlander) jako Kamir
- 1996: Powrót Sandokana (Il Ritorno di Sandokan) jako Sandokan
- 1998: Syn Sandokana (Il Figlio di Sandokan) jako Sandokan
- 1998: Piątka nieustraszonych (Team Knight Rider) jako Aristotle Drago
- 2005: Moda na sukces (The Bold and the Beautiful) jako Książę Maroko Omar Rashid